# ジェームス・ケルゲレン・ロビンソン
ジェームス・ケルゲレン・ロビンソン (James Kerguelen Robinson、1859年3月11日 - 1914年)はオーストラリアの採鉱者で、南極収束線の南で生まれた最初の人物である。南極のロビンソン峠はロビンソンにちなんで命名された。

## 生涯
ロビンソンは1859年3月11日にフランス領南方・南極地域のケルゲレン諸島において、ジェームズ・ウィリアム・ロビンソンとその妻のジェーン・パーソンズ・ベントレーとの間に生まれた。このとき夫妻は南極収束線上でアザラシ漁をするための航海をしている最中であった。ロビンソンのミドルネームであるケルゲレンはロビンソンの生まれた場所であるケルゲレン諸島にちなんで命名されたものである。ロビンソンは1889年にアリス・モード・ウェークフィールドと結婚した。ロビンソンは1914年、オーストラリア西オーストラリア州シャイア・オブ・マーチソンの砂漠で採鉱を行っている最中に脱水症状により44歳または45歳で死去した。